# Скорошешти (Бузау)
Скорошешти (рум. Scoroșești) насеље је у Румунији у округу Бузау у општини Одаиле. Oпштина се налази на надморској висини од 374 m.

## Становништво
Према подацима из 2002. године у насељу је живело 85 становника, од којих су сви румунске националности.